# ℃-ute キューティー☆パラダイス
℃-ute キューティー☆パラダイス（キュートキューティーパラダイス）とは、2008年11月5日 - 2009年4月2日にアール・エフ・ラジオ日本で放送されていたラジオ番組である。

## 放送時間
- 水曜24:00 - 24:30（2008年11月5日 - 2009年1月28日）
- 木曜21:30 - 22:00（2009年2月5日 - 2009年4月2日）

## 出演

### パーソナリティ
- ℃-ute
  - 梅田えりか
  - 鈴木愛理

### ゲスト
初回の放送で鈴木が「今度から来てくれる℃-uteのメンバーにも（10の質問を）やってもらおう」と提案して以降、次の通り毎回℃-uteメンバーがゲストで登場していた。
- 矢島舞美 - 11月12日放送分
- 中島早貴 - 11月19日・26日放送分
- 岡井千聖 - 12月3日・10日放送分
- 萩原舞 - 12月17日・31日放送分
- 有原栞菜 - 2009年1月7日・14日放送分

初回は以上の通り一巡し、2009年1月21日は再び矢島が登場。以降上記順番で2週ずつ各メンバーがゲスト出演していた。

## コーナー
- 10の質問 - 2種類の食べ物の書かれた2つの質問用紙の中からいずれかを選択し、それに書かれた10個の質問に答えるコーナー。片方には答えやすい質問が、もう片方には簡単には答えにくい「腹黒い」質問が書かれてた。
- 夢のスイーツ!プロデュース大作戦! - 最終的に℃-uteが考えたスイーツをプロデュースすることを目標に、スイーツに関するトークをするコーナー。
- テーマソング!GO!GO! - コマーシャルの音楽や番組のテーマソング、日常生活の音など、歌詞のない音楽に歌詞をつけようというコーナー。
- 温故知新語 - かつて流行した言葉の意味を当てるコーナー。
- ℃-uteの真ん中!ふつうのふ〜さん! - ゲストを含めた℃-uteのメンバー3人が5つの質問に答えるが、3人の意見をぴったり合わせなければならないというコーナー。5問中3問成功すれば、ごほうびとしてスイーツが食べられると言うものであった。